# فرانک پارکر
 فرانک پارکر (انگلیسی: Frank Parker؛ زاده ۳۱ ژانویهٔ ۱۹۱۶ درگذشته ۲۴ ژوئیهٔ ۱۹۹۷) یک تنیس‌باز اهل ایالات متحده آمریکا بود.